# Il silenzio (film 1963)
Il silenzio (Tystnaden) è un film diretto da Ingmar Bergman nel 1963, ultimo episodio della cosiddetta Trilogia del silenzio di Dio, iniziata nel 1961 con  Come in uno specchio  e proseguita l'anno seguente con Luci d'inverno.

## Trama
Due sorelle, Anna e Ester, di ritorno a casa dalla villeggiatura attraversano in treno un paese straniero; con loro è Johan, il figlio di Anna. Ester ha un malore, i tre sono costretti a fermarsi nella prima città raggiunta, che ha il nome di Timoka. La lingua che si parla nel paese è totalmente sconosciuta, un misto di magiaro e lingue slave. Prendono alloggio in un albergo. Il clima è soffocante, il bambino non ha nulla da fare tutto il giorno e curiosa nei corridoi dell'hotel dove rimane incantato davanti a un quadro che rappresenta il mito di Nesso e Deianira  e scopre una troupe di nani spagnoli. È difficile anche comunicare con l'anziano e gentile cameriere che si prodiga in ogni modo per aiutare Ester.
Insofferente per il caldo e l'inattività, Anna esce lasciando soli il figlio e la sorella. Entra in un bar, dove attrae l'attenzione del cameriere. Sfoglia un giornale scritto nella lingua incomprensibile, si capisce solo il nome J.S. Bach. Più tardi in albergo è proprio la musica di Bach che permette di comunicare brevemente con l'anziano cameriere.
Anna entra in un teatro dove recita l'équipe di nani; nel palco accanto a lei un uomo e una donna fanno l'amore senza alcun pudore, lei li osserva affascinata. Frattanto, dopo avere bevuto troppo alcol, Ester chiacchiera con il nipote; la sorella rientra di soppiatto e fa un lungo bagno. Più tardi vorrebbe ancora uscire; affrontata da Anna, le rivela di avere fatto l'amore con un uomo incontrato al bar, e rinfaccia alla sorella alcune cose che si portava dietro da tempo. La accusa di non volerle bene, Ester assicura che la ama.
Uscita dalla stanza, Anna si incontra nel corridoio dell'albergo con il suo amante e si infilano in un'altra camera, Johan li vede e lo rivela alla zia. Ester bussa alla porta, la sorella apre per farle vedere l'uomo con cui ha avuto un altro rapporto.
Ester aspetta fuori dalla stanza ma si sente male e si accascia. Anna la ritrova solo quando esce, la riportano in camera, poi comunica alla sorella che il giorno dopo ripartirà con il figlio, lasciandola da sola. È come se avesse tagliato ogni vincolo con lei. Assistita del cameriere anziano, Ester, che di mestiere è traduttrice, scrive su un foglio alcune parole della lingua sconosciuta per il nipote. L'addio è struggente, Johan pensa che non rivedrà più la zia, Anna invece è molto fredda. In treno, Johan comincia a leggere il piccolo vocabolario della zia e pronuncia a voce alta “Hadjek”.

## Distribuzione

### La censura italiana
La censura intervenne pesantemente effettuando tre tagli:
1. La scena in cui si vede la madre che dorme nuda insieme al figlio (taglio di 2,10m).
2. La sequenza nella quale la protagonista assiste alle effusioni di due amanti nel teatro (taglio di 9,5m).
3. Il particolare del seno nudo della madre visto dal figlio attraverso il buco della serratura (taglio di 0,8m).

Sono stati inoltre modificati alcuni dialoghi. In particolare, nell'originale svedese della scena finale del film, il bambino Johan pronuncia ad alta voce una sola parola - "hadjek" - della lingua sconosciuta, e ne legge altre due senza che si senta alcun suono. La versione manipolata dalla censura italiana fa nuovamente pronunciare al bambino la parola sconosciuta e poi la parola "anima", aprendo il film «a una lettura spiritualista che Bergman non voleva assolutamente». Tuttavia nel corso del film era stato inquadrato un foglietto su cui era scritto proprio "HADJEK = spirit".
Altre modifiche comprendono la sostituzione di "chiesa" con "scantinato" come luogo delle effusioni di Anna con lo straniero, inoltre «il monologo in cui Ester confessa il suo disgusto per gli uomini perse tutta la sua crudezza ("sangue e muco" diventano "ormoni e uomini" e via di questo passo) arrivando a "far pentire" la donna della propria sessualità».

## Accoglienza

### Critica
Il film, molto atteso, suscitò reazioni contrastanti. Chi si aspettava alla fine della trilogia un segno di fiducia, un'apertura alla speranza e alla fede, fu deluso; altri parlarono di capolavoro per le immagini sobrie, austere, rigorose. Di Tystnaden si occupò persino in un dibattito il parlamento svedese per la fama “pornografica” che lo circondava a causa di alcune scene di amore fisico. La presenza fisica del personaggio di Anna, interpretato dalla trentenne Gunnel Lindblom, fa impallidire l'erotismo istintivo di Harriet Andersson in Monica e il desiderio, fino a quel momento il più scandaloso della cinematografia di Ingmar Bergman.
È possibile anche considerare "Il silenzio" come una serie di rappresentazioni dello squilibrio mentale che non ha precedenti nella storia del cinema, con i suoi nani da circo, i carri armati intravisti di notte fuori dalla finestra nelle strade deserte, la totale incomunicabilità con gli abitanti del posto, la ferocia quasi incestuosa dell'odio fra le due sorelle; queste possono anche essere viste come due aspetti di una medesima personalità, che non si fatica a individuare in quella del regista stesso: Ester rappresenta l'intellettualità, la lucidità e la malattia; Anna è la superficialità, la materiale sensualità del desiderio, l'insofferenza verso l'autorità.
Il film, che abbonda di primissimi piani nella tradizione del regista svedese, è una macchina perfetta che si snoda secondo uno schema semplice, inesorabile, dove nulla è casuale ma viene presentato come se lo fosse. La luce sui volti crea effetti sorprendenti nei piani estremamente ravvicinati. Non è difficile indovinare che Timoka, la città sconosciuta, è la terra sulla quale gli uomini e le donne si aggirano a vuoto, senza riconoscersi e senza comprendere gli altri.

## Riconoscimenti
- 1964 - Guldbagge
  - Miglior film
  - Miglior regista a Ingmar Bergman
  - Miglior attrice a Ingrid Thulin